# Juanita Ángel Uribe
Juanita Ángel Uribe es una médica y biotecnóloga colombiana, reconocida por su trabajo de investigación en inmunogenética e inmunomodulación. Ligada profesionalmente a la Pontificia Universidad Javeriana, Ángel ha recibido varios premios y menciones honoríficas por su labor investigativa.

## Biografía

### Formación
Ángel obtuvo un título en Medicina de la Universidad del Rosario en 1986. Realizó una maestría en Biotecnología de anticuerpos y receptores celulares en la Universidad Pierre y Marie Curie en París en 1989. En 1995 se trasladó a Francia nuevamente para realizar un Doctorado en Biología Celular en la Universidad de París 12 en Valle del Marne.

### Carrera
Entre 1987 y 1988, tras graduarse como médica en la Universidad del Rosario, se desempeñó como docente de biología celular e inmunología en dicha institución. Se vinculó a la Pontificia Universidad Javeriana en 1998, donde ha llevado a cabo proyectos de investigación en temáticas como inmonomoduladores, rotavirus y células T y B. En 2017 fue nombrada Presidenta del Comité Institucional de Cuidado y Uso de Animales de Laboratorio (CICUAL), entidad encargada de velar por la protección de los animales utilizados en experimentos de laboratorio.
Gran cantidad de artículos científicos escritos por Ángel a modo de colaboración o de su completa autoría han sido publicados en revistas y medios especializados de Estados Unidos, el Reino Unido, los Países Bajos y Colombia. Por su labor investigativa ha recibido varios premios y menciones a nivel nacional e internacional, como el Premio Bienal al Investigador Javeriano en 2005 y 2011, entre otros.

## Premios y reconocimientos
- 1993 - Tres Honorable Avec Felicitations, Universidad de París 12
- 2003 - Mención en Premio Bienal al Investigador Javeriano, Pontificia Universidad Javeriana
- 2005 - Premio Bienal al Investigador Javeriano, Pontificia Universidad Javeriana
- 2009 - Mención Honorífica al Investigador Javeriano, Pontificia Universidad Javeriana
- 2011 - Premio Bienal al Investigador Javeriano, Pontificia Universidad Javeriana
- 2013 - Mención Honorífica al Investigador Javeriano, Pontificia Universidad Javeriana
- 2015 - Miembro de la Academia Colombiana de Ciencias Exactas, Físicas y Naturales, ACCEFYN